# Gulörad honungsfågel
Gulörad honungsfågel (Meliphaga lewinii) är en fågel i familjen honungsfåglar inom ordningen tättingar.

## Utbredning och systematik
Gulörad honungsfågel delas in i tre underarter:
- Meliphaga lewinii amphochlora – förekommer i nordöstra Queensland (Lloyd Bay, Cooktown)
- Meliphaga lewinii mab – förekommer i östra Queensland (Mossman River till Fitzroy River)
- Meliphaga lewinii lewinii – förekommer i östra Australien (sydöstra Queensland till södra Victoria)

## Status och hot
Arten har ett stort utbredningsområde, men tros minska i antal, dock inte tillräckligt kraftigt för att den ska betraktas som hotad. Internationella naturvårdsunionen IUCN listar arten som livskraftig (LC).

## Namn
Fågelns vetenskapliga artnamn hedrar John William Lewin (1770-1819) English gravör och naturforskare boende i Australien 1800-1819.

## Bildgalleri

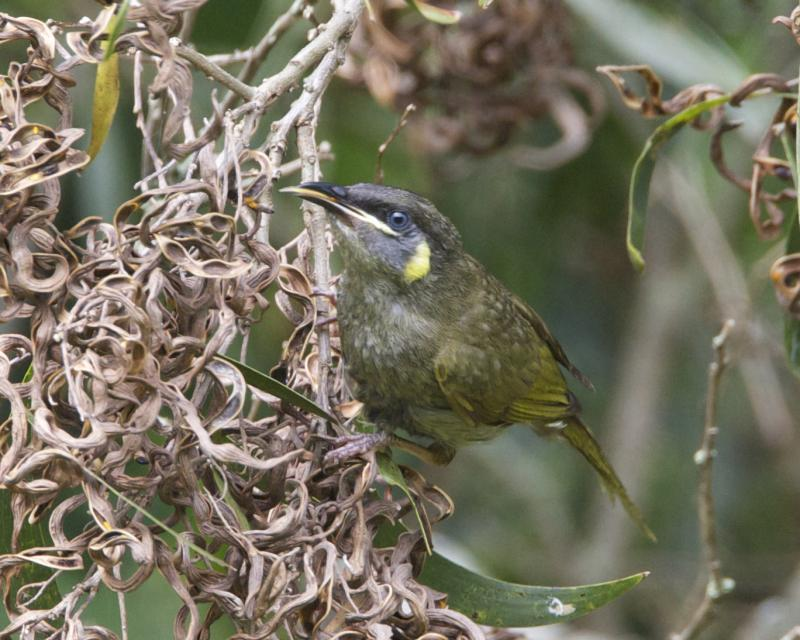